# Les Claypool
Leslie Edward Claypool, detto Les (Richmond, 29 settembre 1963), è un bassista, cantante e compositore statunitense, membro fondatore e leader del gruppo alternative metal Primus.
Le sue capacità con il basso elettrico l'hanno portato alla ribalta, grazie alla notevole abilità tecnica e allo stile originale e creativo, tanto da essere considerato da molti uno dei più grandi bassisti di tutti i tempi. Nonostante citi virtuosi del basso come Geddy Lee dei Rush tra le sue più grandi influenze, Claypool mischia tecniche di tapping tipiche dell'heavy metal con una tecnica di slapping simile a quella di Larry Graham per sviluppare il suo stile unico, un misto di heavy metal, funk, flamenco e altri.

## Biografia
Cresce a El Sobrante, in California, in una famiglia di operai. Conosce il rock dei Led Zeppelin e di Jimi Hendrix grazie al compagno di classe Kirk Hammett, futuro membro dei Metallica. Inizia a suonare il basso all'età di 14 anni, e dopo l'esperienza nel gruppo jazz della scuola inizia a suonare in una cover band locale, i Tommy Cranck Band, dove sviluppa la sua tecnica di slapping. Da adolescente acquista in un negozio di strumenti nella sua città natale un basso usato, un quattro corde, noce e mogano, scala 32", a cui aggiungerà poi un ponte tremolo, costruito dal liutaio Carl Thompson. In seguito si farà costruire una serie di bassi dallo stesso liutaio, tra cui il famoso Rainbow Bass, un sei corde fretless con scala 36".
Nel 1986 partecipa a un'audizione per sostituire il deceduto bassista dei Metallica Cliff Burton, ma non ottiene il posto a causa del suo look bizzarro e dello stile considerato troppo funky e inadatto al thrash metal del gruppo. Nei tardi anni ottanta entra nel gruppo thrash metal Blind Illusion, dove incontra il chitarrista Larry LaLonde, col quale, nel 1989, formerà i Primus.
Dalla metà degli anni novanta dà vita a diversi progetti paralleli ai Primus, tra cui i Sausage, con cui nel 1994 pubblica l'album Riddles Are Abound Tonight, i Les Claypool and The Holy Mackerel, che nel 1996 pubblicano l'album Highball with the Devil, e i Les Claypool's Fearless Flying Frog Brigade, con cui suona musiche di Pink Floyd, King Crimson e Beatles.
Ha inoltre collaborato con Trey Anastasio e Stewart Copeland nel progetto Oysterhead, pubblicando l'album The Grand Pecking Order nel 2001: con il virtuoso della chitarra Buckethead, il tastierista funk Bernie Worrell e l'ex batterista dei Primus, Bryan Mantia, creò i Colonel Claypool's Bucket of Bernie Brains, pubblicando l'album The Big Eyeball in the Sky.
Ha prodotto e suonato sull'album Be Careful What You Wish For... di Gabby La La, la prima artista che Claypool prende nella sua etichetta Prawn Song Records dal 1993, e che occasionalmente prende parte al progetto Les Claypool's Fancy Band.
Nel 2006 è uscito il primo lavoro a nome Les Claypool, Of Whales and Woe, che ha ricevuto un buon successo di critica.
Lo stesso anno esordisce come scrittore, pubblicando A sud del capanno (South of the Pumphouse, Quarup Editrice, 2009) e come attore e regista in un film da lui prodotto, Electric Apricot, una sorta di falso documentario su un fittizio gruppo musicale.
Nel 2016 ha fondato, insieme al polistrumentista americano Sean Lennon, il gruppo The Claypool Lennon Delirium, col quale ha pubblicato tre dischi: Monolith of Phobos, Lime & Limpid Green e South of Reality.

### Vita privata
Claypool vive a El Sobrante con la moglie e i due figli, Cage e Lena, nella casa e studio Rancho Relaxo, dove registra la maggior parte della sua musica.

## Discografia

### Con i Blind Illusion
- 1988 - The Sane Asylum

### Con i Primus
- 1989 - Suck on This (Live)
- 1990 - Frizzle Fry
- 1991 - Sailing the Seas of Cheese
- 1992 - Miscellaneous Debris
- 1993 - Pork Soda
- 1995 - Tales from the Punchbowl
- 1997 - Brown Album
- 1998 - Rhinoplasty (EP)
- 1999 - Antipop
- 2003 - Animals Should Not Try to Act Like People (EP)
- 2006 - They Can't All Be Zingers: The Best of Primus (Raccolta)
- 2011 - Green Naugahyde
- 2014 - Primus & the Chocolate Factory with the Fungi Ensemble
- 2017 - The Desaturating Seven

### Con i Sausage
- 1994 - Riddles Are Abound Tonight

### Con i Les Claypool and The Holy Mackerel
- 1996 - Highball with the Devil

### Con i Les Claypool's Frog Brigade
- 2001 - Live Frogs Set 1
- 2001 - Live Frogs Set 2
- 2002 - Purple Onion

### Con gli Oysterhead
- 2001 - The Grand Pecking Order

### Con i Colonel Claypool's Bucket of Bernie Brains
- 2004 - The Big Eyeball in the Sky

### Con i The Claypool Lennon Delirium
- 2016 - Monolith of Phobos
- 2017 - Lime & Limpid Green (EP)
- 2019 - South of Reality

### Da solista
- 2006 - Of Whales and Woe
- 2009 - Of Fungi and Foe

### Partecipazioni
- 1992 - Bone Machine (di Tom Waits)
- 1998 - Boggy Depot (di Jerry Cantrell)
- 1998 - Garage Inc. (dei Metallica)
- 1999 - Monsters & Robots (di Buckethead)
- 1999 - Mule Variations (di Tom Waits)
- 2002 - NASCAR: Crank It Up
- 2002 - The Deep End Vol. 2 (dei Gov't Mule)
- 2003 - The Deepest End (dei Gov't Mule)
- 2004 - Real Gone (di Tom Waits)
- 2005 - Attention Dimension (di Jack Irons)
- 2005 - Be Careful What You Wish For... (di Gabby La La)
- 2005 - Side One (di Adrian Belew)
- 2006 - Side Three (di Adrian Belew)
- 2016 - More Than The Fairy (dei Death Grips)
- 2019 - Vols. 11 & 12 (dei Desert Sessions)

### DVD
- 2005 - 5 Gallons Of Diesel

## Colonne sonore per la TV
- 1997 - South Park (con i Primus)
- 2005 - Robot Chicken